# Parque nacional de Waterberg
El parque nacional de Waterberg es un espacio protegido en el centro de Namibia en la meseta de Waterberg, 68 km al este de Otjiwarongo.
La meseta Waterburg es un lugar especialmente destacado, elevado por encima de las llanuras del Kalahari, en el este de Namibia. El parque de Waterburg y algunos de los 405 km² de terreno circundante fueron declarados Reserva Natural en 1972. La meseta es en gran parte inaccesible, por lo que en la década de 1970 varias de las especies en peligro de Namibia fueron trasladadas rápidamente para protegerlas de los depredadores y la caza furtiva, que las hubiese llevado a la extinción.
En 1904, en las laderas de la meseta, tuvo lugar la batalla de Waterberg, en el marco del genocidio herero y namaqua perpetrado por los alemanes entre 1904 y 1907. La batalla se saldó con la derrota de los herero, muchos de los cuales murieron en el desierto escapando de los alemanes.

## Imágenes

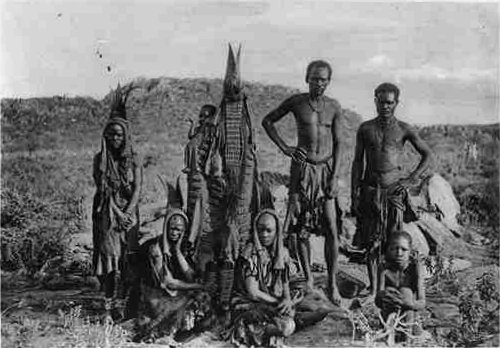
Hereros.
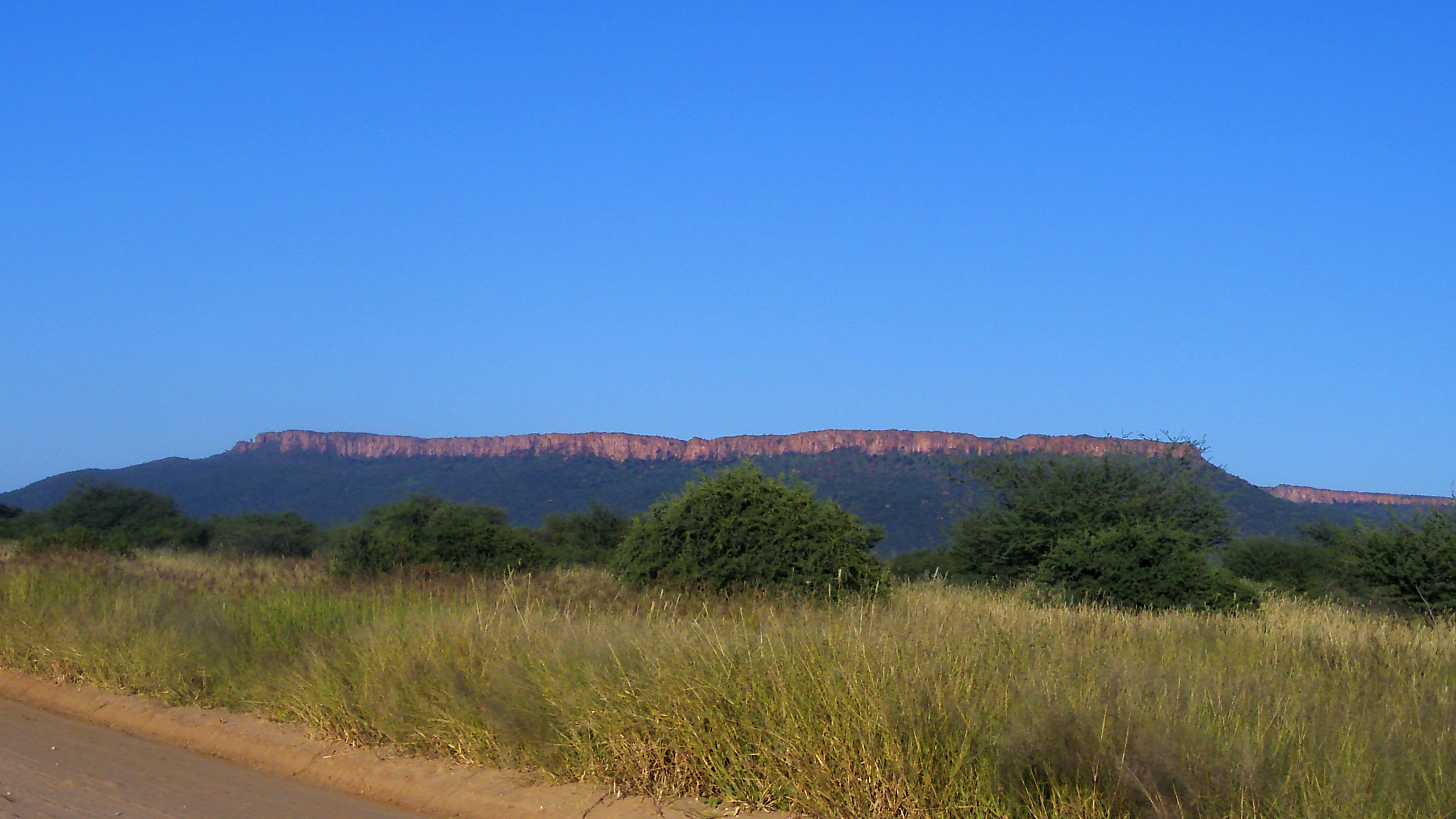
La meseta de Waterberg.
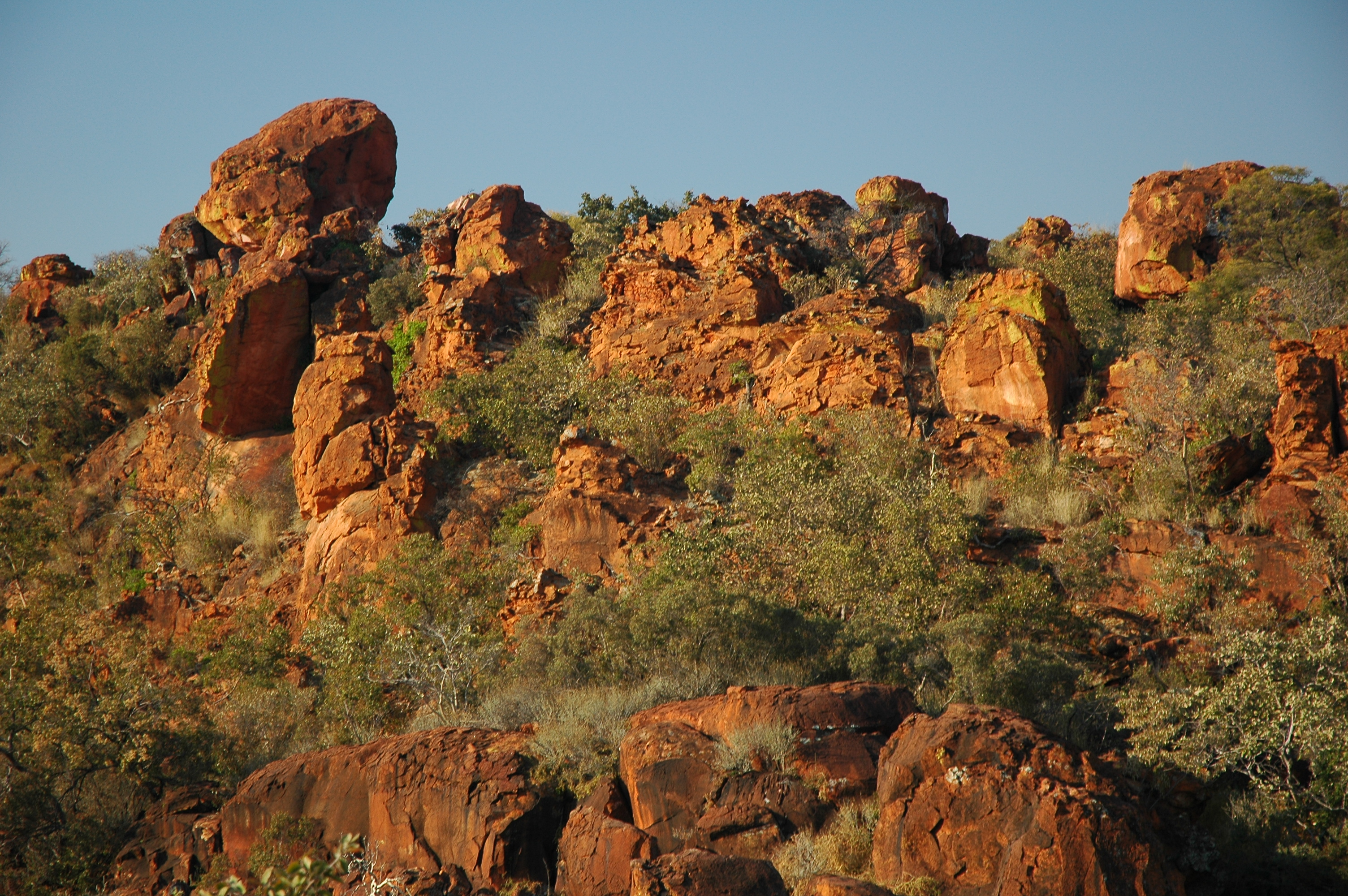
Detalle de la meseta de Waterberg.
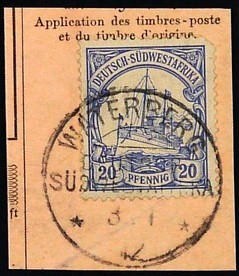
Sellos para el África Sudoccidental Alemana matasellos Waterberg.